# Kenneth Morgan (storico)
Kenneth Morgan (16 maggio 1934) è uno storico e scrittore gallese noto soprattutto per i suoi saggi sulla storia della Gran Bretagna e sulla storia del Galles. Frequente commentatore nei programmi televisivi e radiofonici, è un influente intellettuale del Partito Laburista.